# Papež Leon VII.
Leon VII. (latinsko Leo Septimus), italijanski rimskokatoliški benediktinec, kardinal in papež; * 9. stoletje Rim (Papeška država, Frankovsko cesarstvo, † 13. julij 939 Rim (Papeška država, Sveto rimsko cesarstvo, danes: Italija) 

Papež je bil od 3. januarja 936 do svoje smrti 13. julija 939. 

## Življenjepis
Leonov predhodnik je bil papež Janez XI., naslednik pa papež Štefan VIII..  Leonovo izvollitev za papeža je oskrbel Alberik Spoletski, neosporni takratni vladar Rima. Želel je izbirati neoporečne papeže, ki bodo nadaljevali klinijsko prenovo, obenem pa priznavali njegovo oblast. Leon je bil kardinal-duhovnik pri San Sisto Vecchio v Rimu, benediktinski menih, sin Krištofa. 

## Papež
Ni si želel papeštva, ampak je sprejel izvolitev, ki se je zgodila 3. januarja 936, na Alberikovo zahtevo – le nekaj dni po smrti Janeza XI.; posvečen in umeščen na Sedež sv. Petra je bil že pred 9. januarjem. Kot rimski benediktinec je bil prvi izmed petih papežev, ki so jih izvolili na zapoved vojvoda Alberika. Čeprav je bil papež popolnoma odvisen od Alberika, je vendar v cerkvenem delovanju imel prostejše roke od svojih predhodnikov. Povedati je treba tudi, da je pod Alberikom v Rimu prenehala tista razvratnost, ki je bila tako značilna za obdobje Teofilakta, obeh Teodor in predvsem Marozie. Osebno je bil Alberik pobožen in pošten mož in tudi papeži, ki jih je on postavil, so bili primerni možje; kljub odvisnosti od »kneza vseh Rimljanov« so se mogli vključiti v dejavnost Cerkve in prenovo njenega življenja. 

Po svojem vratolomnem begu iz Rima si je italijanski kralj Hugo Provansalski zaman ponovno poskušal pridobiti nadzor nad večnim mestom. Razmerje stalnih sporov ni moglo drugega, kot škodovati tekmecema in se je odražalo neugodno tudi na cerkveno življenje, kakor tudi na odnose italijanskih škofij z Rimom. Morda prav zategadelj, gotovo pa tudi s poroštvom Alberika, principis Romanorum, si je prizadeval urediti zadevo že od začetka svojega papeževanja. V Rim je povabil klinijskega opata Oda; njegov sloves obnovitelja, svetnika in mirotvorca je segel že v Italijo. Na Leonovo spodbudo je dosegel vsaj začasno spravo med Alberikom in Hugom. 

### Klinijska prenova
Prvo znano dejanje njegovega predhodnika papeža Janeza XI. je bila za prihodnost izredno pomembna listina od marca 931. Gre za predpravico, ki jo je podelil klinijskemu opatu Odu (927-942); glede na oporoko akvitanskega vojvoda Viljema I., ki je utemeljil benediktinsko naselbino in jo podaril »svetima Petru in Pavlu«, je potrdil temu burgundskemu samostanu izvzetje izpod katerekoli verske ali svetne oblasti, nedotakljivost, papeško varstvo in neposredno odvisnost od rimskega Svetega sedeža. Odu je dovolil tudi, da je bil lahko istočasno opat različnim samostanom, od katerih je sleherni pridobil iste predpravice in pravila kot matični; s tem je listina dala popolno priznanje in krepko spodbudo temu gibanju za meniško in versko prenovo. 

Leon VII. in Alberik sta družno podprla reformo, ki je izhajala iz Clunyja in je zajela že številne samostane v Burgundiji in Akvitaniji. Ko je opat Odo vzpostavil osebne stike s papežem, ga je Alberik povabil v Rim, da bi v klinijskem duhu prenovil tudi rimske samostane. Prvi je bil na vrsti samostan pri Sv. Pavlu zunaj obzidja. Po Odovem zgledu je nadaljeval delo njegov naslednik Aimard (942-954), svetovni sloves duhovnega središča pa je Cluny dosegel v času treh opatov, ki so samostan vodili več kot poldrugo stoletje: Majolus (954-993), Odilo (993-1048) in Hugo (1049-1109). Prenova se je iz Clunyja razširila na mnoge samostane po Franciji in Italiji, v 11. stoletju pa zajela tudi Španijo, Nemčijo in Anglijo. 

Drugo pomembno reformno središče je bil samostan Gorze, ki ga je 933 ustanovil škof Adalbert iz Metza. Ob njem so zaživeli oziroma se prenovili najprej samostani v Zgornji Lotaringiji (Metz, Toul, Verdun in drugi), kasneje je njegovo prenovitveno gibanje zajelo predvsem Bavarsko in celotno Nemčijo. 

### Dela
- »Documenta Catholica Omnia« (v latinščini). Pridobljeno 6. decembra 2011.

- V enem od svojih pisem prepoveduje kornim škofom [8]posvečevanje cerkva, posvečevanje duhovnikov ali birmovanje. [9]
- Papež je zaradi poboljšanja razrahljane discipline med nemškimi in francoskimi škofi ter svetnimi duhovniki imenoval za apostolskega vizitatorja mainškega nadškofa Friderika. To je naznanjalo zarjo boljše prihodnosti, čemur pa je zadala hud udarec nenadna smrt papeža Leona. [10]

## Smrt in spomin
Leon VII. je umrl 13. julija 939 v Rimu.

Pokopali so ga v stari Baziliki sv. Petra v Rimu. (Papeška država, Sveto rimsko cesarstvo; danes: Italija).

## Ocena
- Leon VII. je bil kot papež različen od svojih neposrednih predhodnikov; viri ga opisujejo kot pobožnega moža, ki je bil posvečen molitvi in dobru Cerkve; pazljivo je spremljal meniško prenovo, ki se je začela četrt stoletja poprej v burgundski opatiji Cluny. [1]
- Tekom 936 je Flodoard imel možnost osebno spoznati Leona VII.; tako je v nekaterih stihih svojega dela De Christi triumphis apud Italiam (XII, 7) pripovedoval o tem osebnem srečanju in o kosilu s papežem; spominjal se ga je kot bistroumnega moža, ki je bil posvečen molitvi; poročal je o ugodnem vtisu, ki ga je nanj napravila njegova modrost, kakor tudi prisrčnost njegovega značaja. Isti letopisec je označil papeža v svojih Annales (ad a. 936) kot pravega Božjega služabnika. [11]
- V takoimenovanem Mračnem stoletju so papeževali večinoma dobri papeži, ki so vestno izpolnjevali dolžnosti svoje službe; pomanjkanje politične moči je bilo Cerkvi morebiti celo v prid. Za papeže od Anastazija III. do Janeza XI. je obenem treba reči, da jih sodobni viri označujejo kot hvalevredne može, ki so bili pod diktaturo Teofilaktove rodbine brez moči in tako niso mogli vplivneje posegati v cerkvena dogajanja. [12]
- To obdobje smemo imenovati mračno predvsem zaradi popolnega pomanjkanja neodvisnih zgodovinskih ali sploh kakih virov. Ozračje negotovosti glede tega obdobja poudarja in vključno potrjuje kriza, ki so jo preživljale takratne politične in cerkvene rimske ustanove: poročil, ki jih vsebujejo takratni seznami, praktično ni; žal istočasno obstaja zgodovinopisna praznina, ki je vsepovsod značilna za prvi dve desetletji X. stoletja. [13]
- Za papeže je bilo 10. stoletje zares temačno in ga po pravici imenujemo Mračno stoletje. Brez cesarske zaščite so bili na milost in nemilost prepuščeni muham rimskega in italijanskega plemstva, ki si je nadzor nad Cerkvijo pridobivalo tako, da je na njene položaje nastavljalo svoje sorodnike ali politične somišljenike, ne glede na to, ali so bili tega vredni; v svojem stremuštvu so nastavljali in odstavljali papeže, večkrat pa jim tudi stregli po življenju. Kronika, ki jo je napisal nemški škof Liutprand,[14] slika posvetnost na papeževem dvoru; vendar jo je treba brati s pridržkom, saj je bil pisec zelo protirimsko razpoložen - kar tudi sam izrecno poudarja - in je zato dvomno, da je pisal nepristransko. [15] Mračno pa imenujejo to stoletje tudi zato, ker je bilo polno spletk in umorov, ki so dosegali tudi papeški dvor; obenem pa je bilo to tudi obdobje roparskih vpadov divjih poganskih Normanov, Vikingov in Madžarov, ter muslimanskih Saracenov in Turkov.
- Za to obdobje manjkajo neodvisni in nepristranski zgodovinski viri. Večino poročil o škandalih, nasilju in razvratu v Rimu je napisal torej že omenjeni Liutprand. Svojemu delu je dal pomenljiv naslov Maščevanje (Antapodosis). Ta naslov daje slutiti, da je v svojem pripovedovnju brez dvoma pretiraval in da je pač nalašč izbiral samo pikantne zgodbe, da bi se na ta način maščeval nekaterim ljudem. Pretresljivo pa je na primer Liutprandovo mnenje, da je bila za Langobarde, Sase in Franke najhujša zmerljivka in žalitev, če si komu rekel, da je Rimljan. V tej besedi je po njegovem mnenju izraženo vse, kar ja na tem svetu slabega, zlobnega in gnilega. Kljub Liutprandovim pretiravanjem pa je ostalo v takratni družbi še vedno dovolj slabega, kar je najedalo tudi Cerkev tako od zunaj kot od znotraj. Tako si lahko mislimo, da je kljub pretiravanjem to bil v resnici strašen čas. [16]